# Bältdjur
Bältdjur eller bältor, och även kallade armadiller och armadillos, (Dasypodidae) är den enda nu levande familjen inom ordningen pansrade trögdjur (Cingulata) i överordningen trögdjur. Familjen består av små däggdjur med hårt skal. De är kända för att kunna rulla ihop sig och lever på de amerikanska kontinenterna från norra delarna av Argentina till södra USA. Bältor äter växter och små insekter. Deras närmaste släktingar är myrslokar och sengångare.
Ordningen Cingulata som tidigare även benämnts Loricata, omfattar även de utdöda familjerna Pampatheriidae och glyptodonter (Glyptodontidae).

## Utseende och anatomi
Bältdjurens "pansar" består av plattor som är bildade av horn- och benämne. Vid fram- och bakkroppen är plattorna sammanvuxna till fasta sköldar. I mitten finns tvärgående ringar som är öppna vid buken och avgränsade mot varandra genom hudveck. På så sätt åstadkommer dessa djur en påfallande flexibilitet. Individernas undersida är täckt av mjuk hud och päls. Pansarets färg varierar beroende på art mellan mörk och gul- eller vitaktiga. Huden vid de opansrade kroppsdelarna är grå- till brunaktig.
Huvudet blir hos flera arter spetsigare fram till nosen och på ovansidan av huvudet finns likaså benplattor. Hos andra arter har huvudet samma form som en skyffel. Öronen kan vara spetsiga eller avrundade och ögonen är små. Vid de korta extremiteterna finns kraftiga klor. Antalet fingrar respektive tår är tre till fem vid framtassarna och fem vid bakfötterna. Den spetsiga svansen är täckt med benringar.
Bältdjur har små tänder som är enkla spetsar och som växer under hela livet. De flesta arterna har sju till nio tänder i varje käkhalva. Däremot förekommer hos jättebältan upp till 40 tänder per käkhalva. Honans spenar ligger oftast på bröstet och hos några arter har honor även spenar på bukens centrum.
Arternas storlek varierar mellan 12 centimeters längd, 85 gram vikt hos Chlamyphorus truncatus och arten jättebälta (Priodontes giganteus) som blir 60 kg tung och ungefär en meter lång (utan svans). Svanslängden varierar mellan 2,5 och 50 centimeter.

## Utbredning
Bältdjur lever enbart i Amerika. De flesta arterna förekommer i södra Sydamerika (Brasilien, Bolivia, Paraguay och Argentina). I Centralamerika förekommer bara två arter, däribland den med största utbredningsområdet, niobandad bälta (Dasypus novemcinctus), som förekommer i nästan hela Syd- och Centralamerika och så långt norrut som till USA:s södra delar. Den andra arten i Centralamerika är Cabassous centralis.

## Ekologi
Bältdjur föredrar torra regioner som halvöknar, stäpper och savanner. De flesta lever ensamma och delar inte sina bon med artfränder. De är vanligen aktiva på natten. Med sin långa klibbiga tunga och de små tänderna är de specialiserade på insekter och andra ryggradslösa djur. Stora arter äter dessutom mindre ryggradsdjur som ödlor och möss, i undantagsfall även as och växter. Med sitt särskilt välutvecklade luktsinne upptäcker dessa djur byten som vistas ner till 20 centimeter under markytan. Bältdjur kan sluta att andas i upp till 6 minuter när de gräver efter bytet.
Jättebältan har 15 cm långa klor (eller 20 cm mätt längs bågen), vilket är rekord i hela djurriket. Arten har inga problem att öppna stenhårda termitbon.
Trots den skenbart grova kroppsbyggnaden har de god förmåga att röra sig. Bältdjur kan även simma och fyller därvid sin magsäck och tarm med luft så att de inte drunknar. På så sätt korsar de mindre vattendrag. Innan de sover gräver sig bältdjur in i jorden. Ibland delas det underjordiska boet med kaniner, skunkar eller pungråttor.
Vid fara lägger de sig tätt på marken eller rullar ihop sig till klot. Särskilt hos släktet Tolypeutes är skalen så täta att ingen fiende (med undantag av jaguaren) har möjlighet att bryta djurets pansar. Ibland använder de även sina klor för att försvara sig.
I naturen blir bältdjur 12 till 18 år gamla. Djur i fångenskap har blivit upp till 30 år gamla.

### Fortplantning
Hos några arter vilar ägget efter befruktningen några månader innan den egentliga dräktigheten börjar. På så sätt undviker de att ungdjuret föds under svåra förhållanden. Dräktigheten varar i cirka fyra månader och ungdjuret föds i ett underjordiskt bo. Ungdjuret har i början en mjuk och läderartad hud. Efter några veckor slutar honan att ge di.
Arten niobandad bälta är det enda däggdjuret som regelmässigt föder enäggsfyrlingar och alltid föder ungar av samma kön. Det är en orsak till att de är populära försöksdjur inom forskningen.

## Bältdjur och människor
I Sydamerika jagas dessa djur för köttets skull som anses som välsmakande. Det är anledningen, tillsammans med förstörelsen av levnadsområdet, att flera arter har blivit sällsynta. Hos niobandad bälta ökar däremot beståndet och arten breder ut sig över Nordamerika. I vissa fall används bältor för att motverka skadedjur eller som sällskapsdjur.
Djurens pansar säljs ibland som korg till turister. Det framställs även charangor av skalen men egentligen är exporten av dessa musikinstrument förbjuden i Bolivia och Peru.
På grund av den låga kroppstemperaturen är bältdjur den enda gruppen som är värddjur för bakterien som orsakar lepra. Därför används den vid forskningen efter vaccin mot sjukdomen.
Niobandad bälta är "landskapsdjur" (state small mammal) för Texas, USA.
En bälta är sköldhållare i Grenadas statsvapen.

## Systematik

### Evolution
Bältdjur fanns redan under senare delen av paleocen i Sydamerika och under pliocen nådde de fram till Nordamerika. Tidigare fanns även en större artrikedom än idag. Dagens bältdjur är bara mindre medlemmar i gruppen. Fossila släkten som Holmesina nådde en längd på 2 meter och en vikt av 270 kg. Holmesina dog ut för ungefär 10 000 år under pleistocen. Ungefär lika stort var släktet Pamphatherium som samtidigt levde i Sydamerika. Det antas att dessa djur liksom dagens bältdjur levde av insekter och andra ryggradslösa djur.
Nedan följer ett kladogram (evolutionärt släktträd) för familjen enligt studie av Frédéric Delsuc et al.. Släktet mantelbältor ingick inte i denna studie.
```
Bältdjur (Cingulata)
 |--
Dasypus

 |--N.N.
     |--Euphractinae
     |      |--Dvärgbälta (
Zaedyus
)
     |      |--N.N.
     |           |--
Euphractus

     |           |--Hårbältor (
Chaetophractus
)
     |
     |--Tolypeutinae
            |--
Tolypeutes

            |--Prionodontini
                 |--Jättebälta (
Priodontes
)
                 |--Nakensvansade bältor (
Cabassous
)
```

### Släkten och arter
Dagens bältdjur listas i en familj med åtta släkten och cirka 20 arter:
- Släkte långnosade bältor (Dasypus)
  - Niobandad bälta (Dasypus novemcinctus)
  - Långsvansad sjubandad bälta (Dasypus septemcinctus)
  - Dasypus pilosus
  - Dasypus kappleri
  - Dasypus sabanicola
  - Kortsvansad sjubandad bälta (Dasypus hybridus)
  - Dasypus yepesi
- Släkte mantelbältor (Chlamyphorus)
  - Mantelbälta (Chlamyphorus truncatus)
  - Stor mantelbälta (Chlamyphorus retusus) - placeras ibland i det egna släktet Calyptophractus
- Släkte hårbältor (Chaetophractus)
  - Stor hårbälta (Chaetophractus villosus)
  - Chaetophractus vellerosus
  - Chaetophractus nationi
- Släkte nakensvansade bältor (Cabassous)
  - Cabassous centralis
  - Cabassous chacoensis
  - Cabassous unicinctus
  - Cabassous tatouay
- Släkte trebandade bältor (Tolypeutes)
  - Tolypeutes tricinctus
  - Sydlig trebandad bälta (Tolypeutes matacus)
- Släkte borstbältor (Euphractus)
  - Borstbälta (Euphractus sexcinctus)
- Släkte jättebältor (Priodontes)
  - Jättebälta (Priodontes maximus)
- Släkte dvärgbältor (Zaedyus)
  - Dvärgbälta (Zaedyus pichiy)